# Карлов, Дмитрий Андреевич
Дмитрий Андреевич Карлов (10 марта 1923, Паниковец Первый, Орловская губерния — 25 мая 2016, Колпна, Орловская область) — советский военнослужащий, гвардии сержант. Участник Великой Отечественной войны, разведчик отдельной разведывательной роты 159-го полевого укреплённого района. Полный кавалер Ордена Славы, почётный гражданин Орловской области.

## Биография
Родился 10 марта 1923 года в деревне Паниковец Первый (ныне — Колпнянского района Орловской области). Окончил 7 классов. Работал на трубопрокатном заводе в Днепропетровске.
В феврале 1943 года был призван РККА. На фронте с июня того же года. Сражался с фашистами на 2-м, 3-м и 4-м Украинских фронтах. Освобождал Украину, Чехословакию и Венгрию. Войну закончил в Германии. Первые месяцы воевал автоматчиком в стрелковом взводе, причём так, что ему предложили перейти в роту разведки. Вскоре за взятие «языка» он получил первую награду — медаль «За боевые заслуги».
19 сентября 1944 года, действуя в тылу врага в составе группы в районе урочища Пояна Тиксенилор, младший сержант Карлов первым проник в траншею на высоте, из автомата в упор расстрелял несколько солдат врага, навёл панику в его рядах, чем содействовал выполнению боевой задачи.
Приказом от 6 октября 1944 года младший сержант Карлов Дмитрий Андреевич награждён орденом Славы 3-й степени.
В начале ноября 1944 года разведчики младшего сержанта Карлова обеспечили форсирование реки Тисы в 2-4 км южнее населенного пункта Земпленагард. Наблюдая через реку за противником, разведчики установили точное время смены караула. Под покровом темноты на двух лодках переправились на противоположный берег. Бесшумно сняв часового, ворвались в блиндаж и захватили в плен 12 нацистов во главе с офицером. Пленных переправили на свою сторону и помогли стрелковой роте переправиться на другую сторону реки, где те удерживали плацдарм. 9 ноября 1944 года Карлов при отражении контратаки был ранен, но продолжал бой. Гранатами и из автомата истребил напавшую на него группу солдат.
Приказом от 31 декабря 1944 года младший сержант Карлов Дмитрий Андреевич награждён орденом Славы 2-й степени.
17-18 апреля 1945 года в районе населенного пункта Кикула группа разведчиков под командованием сержанта Карлова скрытно проникла в расположение противника на 2 километра. Атаковал из засады группу противников, двух из них, в том числе офицера, взял в плен и доставил в часть. «Языки» дали важные сведения.
Указом Президиума Верховного Совета СССР от 15 мая 1946 года за исключительное мужество, отвагу и бесстрашие, проявленные в боях с вражескими захватчиками, сержант Карлов Дмитрий Андреевич награждён орденом Славы 1-й степени, став полным его кавалером.
После Победы ещё два года участвовал в боях с бандеровцами. В 1947 году был демобилизован. Вернулся в родную деревню. Возглавлял бригаду в совхозе «Островский», работал скотником. В последние годы проживал в районном центре — посёлке Колпна.
Награждён орденами Отечественной войны I степени, Славы трёх степеней, медалями.
Умер 25 мая 2016 года.